# Lepanthes penicillifera
Lepanthes penicillifera är en orkidéart som beskrevs av Carlyle August Luer. Lepanthes penicillifera ingår i släktet Lepanthes och familjen orkidéer.
Artens utbredningsområde är Colombia. Inga underarter finns listade i Catalogue of Life.